# برج ومركز مؤتمرات الدوحة
برج ومركز مؤتمرات الدوحة هو مشروع ناطحة سحاب طويل القامة تم إلغاؤه 551 متر (1,808 قدم) والذي كان مقررا إقامته في الدوحة، قطر. تم تعليق البناء بعد اكتشاف أن المبنى سيؤثر على مسارات الطيران من وإلى مطار الدوحة الدولي. من المتوقع أن يستمر البناء عند اكتمال مطار الدوحة الدولي الجديد على أرض مستصلحة على بعد حوالي 3 كيلومتر إلى الشرق من المطار الحالي. يعني التأخير أن تاريخ إكمال المبنى قد انتقل من عام 2012 إلى نهاية عام 2015. أعيد تصميم البرج مع شكل مشابه لبرج القدس إندمنت القريب.
الهيكل الحالي على شكل مسلة مستدقة وتوجد المكاتب على المستويات الدنيا والشقق والفندق والسكن بنتهاوس في الطوابق العليا. في الأعلى سيشغل النادي الخاص اسطوانة زجاجية عالية 60 متر (200 قدم) محاطة بتمديدات واجهة البرج ومدعومة بحلزون هيكلي.